# Liên Minh Huyền Thoại: Giải vô địch thế giới mùa 1
Liên Minh Huyền Thoại: Giải vô địch thế giới mùa 1 (tiếng Anh: League of Legends: Season 1 World Championship) là Giải vô địch thế giới lần đầu tiên của bộ môn thể thao điện tử Liên Minh Huyền Thoại, diễn ra vào ngày 18 tháng 6 năm 2012, tại Thụy Điển. Trong trận chung kết Fnatic đã xuất sắc đánh bại against All authority với tỉ số 2 - 1 qua đó trở thành nhà vô địch thế giới đầu tiên của Liên Minh Huyền Thoại.

## Lịch sử
Liên Minh Huyền Thoại được phát hành năm 2009, và sau 2 năm, trò chơi đã xây dựng được một cộng đồng người chơi mạnh mẽ. Tuy nhiên, trò chơi thiếu trải nghiệm cạnh tranh đầy đủ cho đến khi chế độ chơi xếp hạng ra mắt vào giữa năm 2010. Ban đầu, chỉ một số ít người tại Riot tin vào tương lai có những giải đấu chuyên nghiệp của trò chơi, nhưng khi dữ liệu cho thấy lượng người xem ngày càng tăng, công ty đã quyết định thử nghiệm giải đấu, tổ chức giải vô địch thế giới đầu tiên vào năm 2011, được tổ chức như một phần của DreamHack mùa hè 2011 tại Jönköping, Thụy Điển. Các tuyển thủ mang theo máy tính của mình, kết nối chúng lại với nhau và thi đấu tại một không gian chuyên dụng có sức chứa khoảng 200 người.

## Các đội tham gia
Tám đội đủ điều kiện tham dự Giải vô địch thế giới: ba đội từ Bắc Mỹ, ba đội từ Châu Âu, một đội từ Singapore và một đội từ Philippines.
| Khu vực     | Đội                   | ID   |
| ----------- | --------------------- | ---- |
| Châu Âu     | against All authority | aAa  |
| Châu Âu     | Gamed!de              | GDE  |
| Châu Âu     | Fnatic                | FNC  |
| Bắc Mỹ      | Team SoloMid          | TSM  |
| Bắc Mỹ      | Epik Gamer            | EPIK |
| Bắc Mỹ      | Counter Logic Gaming  | CLG  |
| Singapore   | Xan                   | XAN  |
| Philippines | Team Pacific          | PCFC |

## Địa điểm thi đấu
Jönköping được chọn là thành phố đăng cai Giải vô địch thế giới.
| Sweden                                | Sweden               |
| Jönköping, Thụy Điển                  | Jönköping, Thụy Điển |
| ------------------------------------- | -------------------- |
| Trung tâm triển lãm và hội nghị Elmia |                      |
|                                       |                      |
| Jönköping                             |                      |

## Thể thức thi đấu
- Vòng bảng: được chia thành 2 bảng, thi đấu vòng tròn 1 lượt, đội đứng đầu của mỗi bảng sẽ đi tiếp vào vòng Bán kết nhánh thắng, các đội xếp hạng 2 và 3 trong mỗi bảng sẽ thi đấu 1 trận playoff.
- Vòng Playoffs: 6 đội thi đấu theo thể thức loại nhánh thắng - nhánh thua trong vòng 2 ngày.

2 đội nhất bảng bắt đầu từ Bán kết nhánh thắng, bốn đội nhì và ba bảng bắt đầu từ Tứ kết nhánh thắng.
Trận tranh hạng 5 thi đấu theo thể thức Bo1, tất cả các trận còn lại thi đấu theo thể thức Bo3.
Các đội xếp thứ nhì vòng bảng bắt đầu với một ván dẫn trước trong trận Tứ kết nhánh thắng.
Các đội đã đánh bại đối thủ nào trước đó tại nhánh thắng cũng bắt đầu trận đấu với đối thủ đó (tại nhánh thua hoặc Chung kết tổng) với một ván dẫn trước.

## Vòng Bảng

### Bảng A
| VT | Đội                   | ST | T | B | HS | Giành quyền tham dự |
| -- | --------------------- | -- | - | - | -- | ------------------- |
| 1  | Epik Gamer            | 3  | 3 | 0 | +3 | Lọt vào BKNT        |
| 2  | against All authority | 3  | 2 | 1 | +1 | Lọt vào TKNT        |
| 3  | Fnatic                | 3  | 1 | 2 | -1 | Lọt vào TKNT        |
| 4  | Team Pacific          | 3  | 0 | 3 | -3 | Bị loại             |

### Bảng B
| VT | Đội                  | ST | T | B | HS | Giành quyền tham dự |
| -- | -------------------- | -- | - | - | -- | ------------------- |
| 1  | Team SoloMid         | 3  | 2 | 1 | +1 | Lọt vào BKNT        |
| 2  | Counter Logic Gaming | 3  | 2 | 1 | +1 | Lọt vào TKNT        |
| 3  | Gamed!de             | 3  | 1 | 2 | -1 | Lọt vào TKNT        |
| 4  | Xan                  | 3  | 1 | 2 | -1 | Bị loại             |

1. 1 2  Team SoloMid hơn Counter Logic Gaming về kết quả đối đầu trực tiếp.
2. 1 2  Gamed!de hơn Xan về kết quả đối đầu trực tiếp.

## Vòng loại trực tiếp
|  |                       |                       |                       |                       |                    |                       |                       |                       |                      |              |                       |                       |                       |  |  |                |                |                |
|  | Tứ kết nhánh thắng    | Tứ kết nhánh thắng    | Tứ kết nhánh thắng    |                       |                    | Bán kết nhánh thắng   | Bán kết nhánh thắng   | Bán kết nhánh thắng   |                      |              | Chung kết nhánh thắng | Chung kết nhánh thắng | Chung kết nhánh thắng |  |  | Chung kết tổng | Chung kết tổng | Chung kết tổng |
|  | Tứ kết nhánh thắng    | Tứ kết nhánh thắng    | Tứ kết nhánh thắng    |                       |                    | Bán kết nhánh thắng   | Bán kết nhánh thắng   | Bán kết nhánh thắng   |                      |              | Chung kết nhánh thắng | Chung kết nhánh thắng | Chung kết nhánh thắng |  |  | Chung kết tổng | Chung kết tổng | Chung kết tổng |
|  |                       |                       |                       |                       |                    |                       |                       |                       |                      |              |                       |                       |                       |  |  |                |                |                |
|  |                       |                       |                       |                       |                    |                       |                       |                       |                      |              |                       |                       |                       |  |  |                |                |                |
|  | against All authority | against All authority | 2                     |                       |                    |                       |                       |                       |                      |              |                       |                       |                       |  |  |                |                |                |
|  | against All authority | against All authority | 2                     |                       |                    |                       |                       |                       |                      |              |                       |                       |                       |  |  |                |                |                |
|  | Gamed!de              | Gamed!de              | 0                     |                       |                    | Team SoloMid          | Team SoloMid          | 1                     |                      |              |                       |                       |                       |  |  |                |                |                |
|  | Gamed!de              | Gamed!de              | 0                     |                       |                    | Team SoloMid          | Team SoloMid          | 1                     |                      |              |                       |                       |                       |  |  |                |                |                |
|  |                       |                       |                       |                       |                    | against All authority | against All authority | 2                     |                      |              |                       |                       |                       |  |  |                |                |                |
|  |                       |                       | against All authority | against All authority | 0                  | against All authority | against All authority | 2                     |                      |              |                       |                       |                       |  |  |                |                |                |
|  |                       |                       |                       |                       |                    |                       |                       |                       |                      |              |                       |                       |                       |  |  |                |                |                |
|  |                       |                       | Fnatic                | Fnatic                | 2                  |                       |                       |                       |                      |              |                       |                       |                       |  |  |                |                |                |
|  |                       |                       |                       | Fnatic                | 2                  |                       |                       | Epik Gamer            | Epik Gamer           | 0            |                       |                       |                       |  |  |                |                |                |
|  |                       |                       |                       |                       |                    |                       |                       | Epik Gamer            | Epik Gamer           | 0            |                       |                       |                       |  |  |                |                |                |
|  | Counter Logic Gaming  | Counter Logic Gaming  | 1                     |                       |                    | Fnatic                | Fnatic                | 2                     |                      |              |                       |                       |                       |  |  |                |                |                |
|  | Counter Logic Gaming  | Counter Logic Gaming  | 1                     |                       |                    | Fnatic                | Fnatic                | 2                     |                      |              |                       |                       |                       |  |  |                |                |                |
|  | Fnatic                | Fnatic                | 2                     |                       |                    |                       |                       |                       | Fnatic               | Fnatic       | 2                     |                       |                       |  |  |                |                |                |
|  | Fnatic                | Fnatic                | 2                     |                       |                    |                       |                       |                       |                      |              |                       |                       |                       |  |  |                |                |                |
|  |                       |                       |                       |                       |                    | against All authority | against All authority | 1                     |                      |              |                       |                       |                       |  |  |                |                |                |
|  |                       |                       |                       |                       |                    | against All authority | against All authority | 1                     |                      |              |                       |                       |                       |  |  |                |                |                |
|  | Tranh hạng 5          | Tranh hạng 5          | Tranh hạng 5          | Bán kết nhánh thua    | Bán kết nhánh thua | Bán kết nhánh thua    | Chung kết nhánh thua  | Chung kết nhánh thua  | Chung kết nhánh thua |              |                       |                       |                       |  |  |                |                |                |
|  | Tranh hạng 5          | Tranh hạng 5          | Tranh hạng 5          | Bán kết nhánh thua    | Bán kết nhánh thua | Bán kết nhánh thua    | Chung kết nhánh thua  | Chung kết nhánh thua  | Chung kết nhánh thua |              |                       |                       |                       |  |  |                |                |                |
|  |                       |                       |                       |                       |                    |                       |                       |                       |                      |              |                       |                       |                       |  |  |                |                |                |
|  |                       |                       |                       |                       |                    |                       |                       |                       |                      |              |                       |                       |                       |  |  |                |                |                |
|  |                       |                       |                       |                       |                    |                       | against All authority | against All authority | 2                    |              |                       |                       |                       |  |  |                |                |                |
|  |                       |                       |                       |                       |                    |                       | against All authority | against All authority | 2                    |              |                       |                       |                       |  |  |                |                |                |
|  | Gamed!de              | Gamed!de              | 0                     | Team SoloMid          | Team SoloMid       | 2                     |                       |                       | Team SoloMid         | Team SoloMid | 0                     |                       |                       |  |  |                |                |                |
|  | Gamed!de              | Gamed!de              | 0                     | Team SoloMid          | Team SoloMid       | 2                     |                       |                       | Team SoloMid         | Team SoloMid | 0                     |                       |                       |  |  |                |                |                |
|  | Counter Logic Gaming  | Counter Logic Gaming  | 1                     | Epik Gamer            | Epik Gamer         | 0                     |                       |                       |                      |              |                       |                       |                       |  |  |                |                |                |
|  | Counter Logic Gaming  | Counter Logic Gaming  | 1                     | Epik Gamer            | Epik Gamer         | 0                     |                       |                       |                      |              |                       |                       |                       |  |  |                |                |                |

## Thứ hạng chung cuộc
| Thứ hạng | Đội                   | Tiền thưởng (%) | Tiền thưởng (USD) |
| -------- | --------------------- | --------------- | ----------------- |
| 1        | Fnatic                | 50,25%          | $50.000           |
| 2        | against All authority | 25,13%          | $25.000           |
| 3        | Team SoloMid          | 10,05%          | $10.000           |
| 4        | Epik Gamer            | 7,04%           | $7.000            |
| 5        | Counter Logic Gaming  | 3,52%           | $3.500            |
| 6        | Gamed!de              | 2,01%           | $2.000            |
| 7–8      | Xan                   | 1,01%           | $1.000            |
| 7–8      | Team Pacific          | 1,01%           | $1.000            |

## Danh hiệu
|                                          |
| F.MVP Fnatic Maciej "Shushei" Ratuszniak |

| |
| 20 11 · Vô địch · Europe · Fnatic · xPeke ⋅ Cyanide ⋅ Shushei ⋅ LaMiaZeaLoT ⋅ Mellisan · Vô địch lần đầu tiên |
| |

|                                     |
| Á quân Europe against All authority |